# 1642 en arts plastiques
| Années des arts plastiques : 1639 - 1640 - 1641 - 1642 - 1643 - 1644 - 1645    |
| Décennies des arts plastiques : 1610 - 1620 - 1630 - 1640 - 1650 - 1660 - 1670 |

La Ronde de nuit, Rembrandt.

Cette page concerne l'année 1642 en arts plastiques.

## Œuvres
- La Ronde de nuit, tableau de Rembrandt.

## Naissances
- 26 janvier : Edwaert Collier, peintre néerlandais († 1708),
- 10 novembre : André-Charles Boulle, ébéniste, sculpteur, fondeur, ciseleur, doreur, peintre et dessinateur français († 29 février 1732),
- 30 novembre : Andrea Pozzo, peintre italien († 31 août 1709).
- ? :
  - Claudio Coello, peintre et décorateur espagnol († 20 avril 1693),
  - Marc Nattier, peintre français († 24 octobre 1705),
  - Andrea Scacciati, peintre baroque italien († 1710),
  - Shitao, peintre chinois († 1708).

## Décès
- 6 juin : Fabrizio Boschi, peintre baroque italien de l'école florentine (° 1572),
- 18 août : Guido Reni, peintre et décorateur italien (° 4 novembre 1575),
- 6 décembre : Willem van der Vliet, peintre néerlandais (° vers 1584),
- ? :
  - Pietro di Fabrizio Accolti, peintre italien (° 1579),
  - Pieter Van Laer, le Bamboccio, peintre hollandais (° 1599),
  - Johann Wilhelm Baur, peintre et graveur allemand (° 31 mai 1607),
- Après 1642 :
  - Linard Gonthier, peintre verrier français (° 1565).